# Mangabeys
Mangabeys zijn een groep apen van de Oude Wereld uit de geslachten Cercocebus en Lophocebus. Met de chimpansee en het negenbandgordeldier zijn mangabeys net als mensen bevattelijk voor lepra.

## Naamgeving
De naam is afgeleid van het Malagassische eiland Nosy Mangabe. Vanuit de haven van dit eiland werden de eerste roodkopmangabeys, die op het vasteland van Afrika waren gevangen, naar Europa verscheept. Op Madagaskar zijn lemuren de enige primaten die er in het wild voorkomen.

## Soorten
- Cercocebus agilis (Olijfmangabey)
- Cercocebus atys (Roetmangabey)
- Cercocebus chrysogaster (Goudbuikmangabey)
- Cercocebus galeritus (Mutsmangabey)
- Cercocebus sanjei (Sanjemangabey)
- Cercocebus torquatus (Roodkopmangabey)
- Lophocebus albigena (Mantelmangabey of grijswangmangabey)
- Lophocebus aterrimus (Kuifmangabey)
- Rungwecebus kipunji